# Fritz Ebi
Fritz Ebi-Hagin (geboren am 18. April 1889 in Basel; 1. Dezember 1961 in Basel; heimatberechtigt in Basel) war ein Schweizer Politiker (SP). Er war von 1935 bis 1956 Regierungsrat des Kantons Basel-Stadt.

## Herkunft, Ausbildung und Beruf
Ebi war der Sohn eines Notariatsgehilfen. Er studierte an der Universität Basel und in Berlin Naturwissenschaften und schloss 1919 mit der Promotion ab. 1914 wurde er in Basel Lehrer an der Knabensekundarschule. Er diente auch einige Jahre als Schulvorsteher im Inselschulhaus. In der Schweizer Armee bekleidete er den Rang eines höheren Unteroffiziers. Er leistete während der Mobilmachung im Ersten Weltkrieg Dienst.

## Politische Laufbahn
Seine politische Laufbahn begann Ebi bei den Grütlianern. Für diese war er von 1920 bis 1923 Mitglied des Bankrats der Basler Kantonalbank. Nach dem Niedergang des Grütlivereins trat er 1926 der SP bei.
1927 wurde er Mitglied des Gemeinderats von Riehen und 1929 Mitglied des Grossen Rats des Kantons Basel-Stadt. 1935 kandidierte Ebi erfolgreich für den Regierungsrat. Zusammen mit seiner Wahl konnte die SP die Regierungsmehrheit in Basel erringen, was als der Beginn des «Roten Basel» gilt. Ebi wurde Baudirektor. In seiner Amtszeit war er während der Wirtschaftskrise der 1930er-Jahre zunächst mit der Beschaffung von Arbeit beschäftigt. Dafür nutzte er besonders das Instrument des Arbeitsrappens. Während des Zweiten Weltkriegs hatte er sich mit dem Mangel an Arbeitskräften und Material, in der Nachkriegszeit mit dem Wohnungsmangel und dem starken Wachstum Basels auseinanderzusetzen. Unter seiner Führung des Baudepartements wurden unter anderem der Flughafen Basel-Mülhausen, das Kunstmuseum, das Kollegiengebäude der Universität, die St. Albanbrücke, das Dorenbachviadukt, das Gartenbad St. Jakob, die Feuerwache der Berufsfeuerwehr und das Verwaltungsgebäude «Spiegelhof» gebaut, die Wettsteinbrücke verbreitert und der Blumenrain korrigiert. Er war staatlich delegierter Verwaltungsrat der Mustermesse Basel, des Kraftwerks Birsfelden, der Kraftwerke Oberhasli und des Flughafens Basel-Mülhausen. Privat wirkte er in SP-nahen Organisationen wie Baugenossenschaften, Pflanzlandpächtervereinen oder der Volkshaus-Genossenschaft.
Ebi lehnte antireligiöse Tendenzen stets ab und war ein Befürworter der Landesverteidigung. Mit diesen Standpunkten stand er zumindest zeitweise im Widerspruch zur Mehrheitsmeinung der Schweizer Arbeiterbewegung.

## Ruhestand und Privatleben
Ebis Ruhestand nach seinem Rücktritt war gezeichnet von langer und schwerer Krankheit. Er starb am 1. Dezember 1961.
Ebi war ab 1925 verheiratet und Vater von drei Töchtern.